# Österreichischer Filmpreis/Beste weibliche Darstellerin

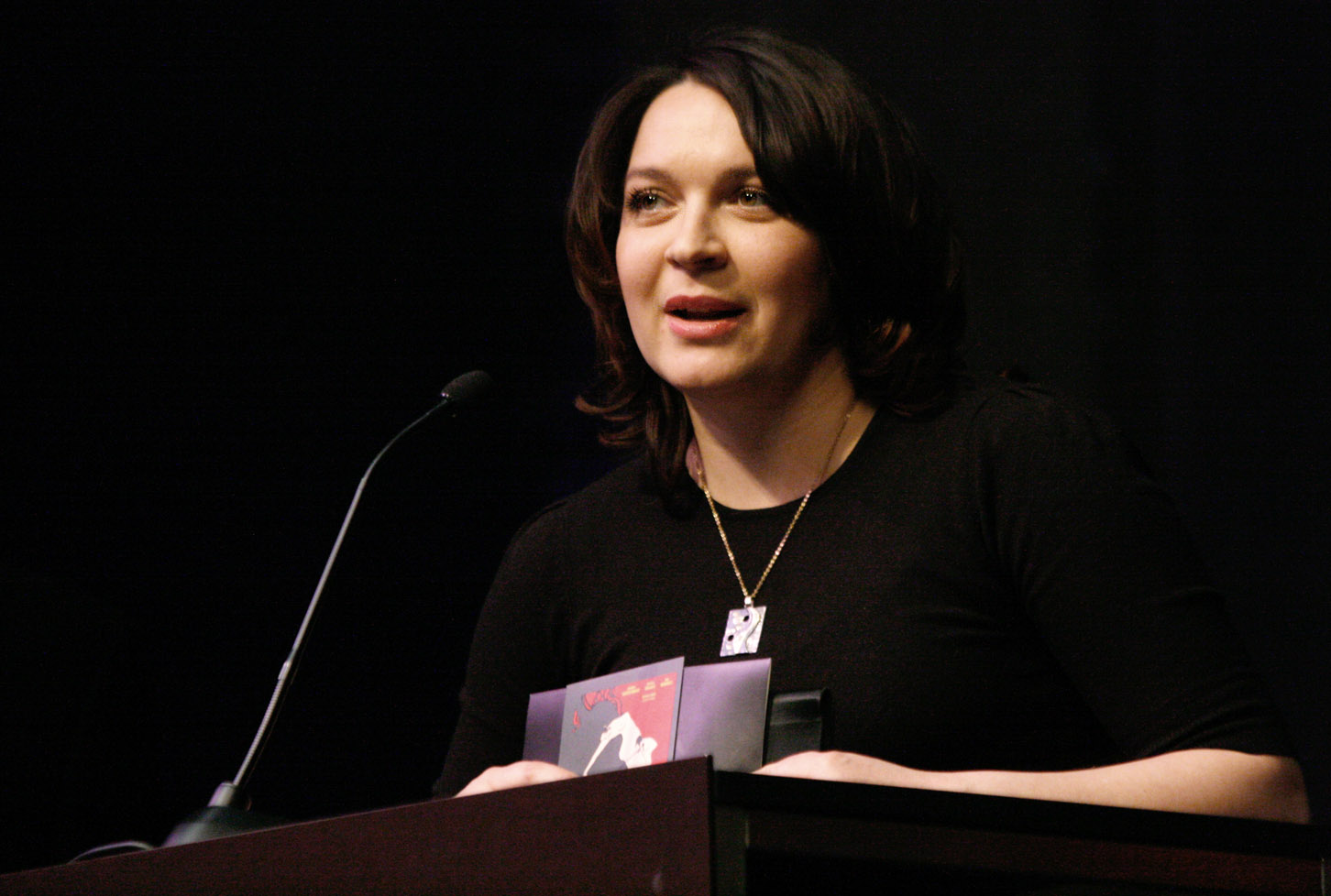
Barbara Romaner (2011)
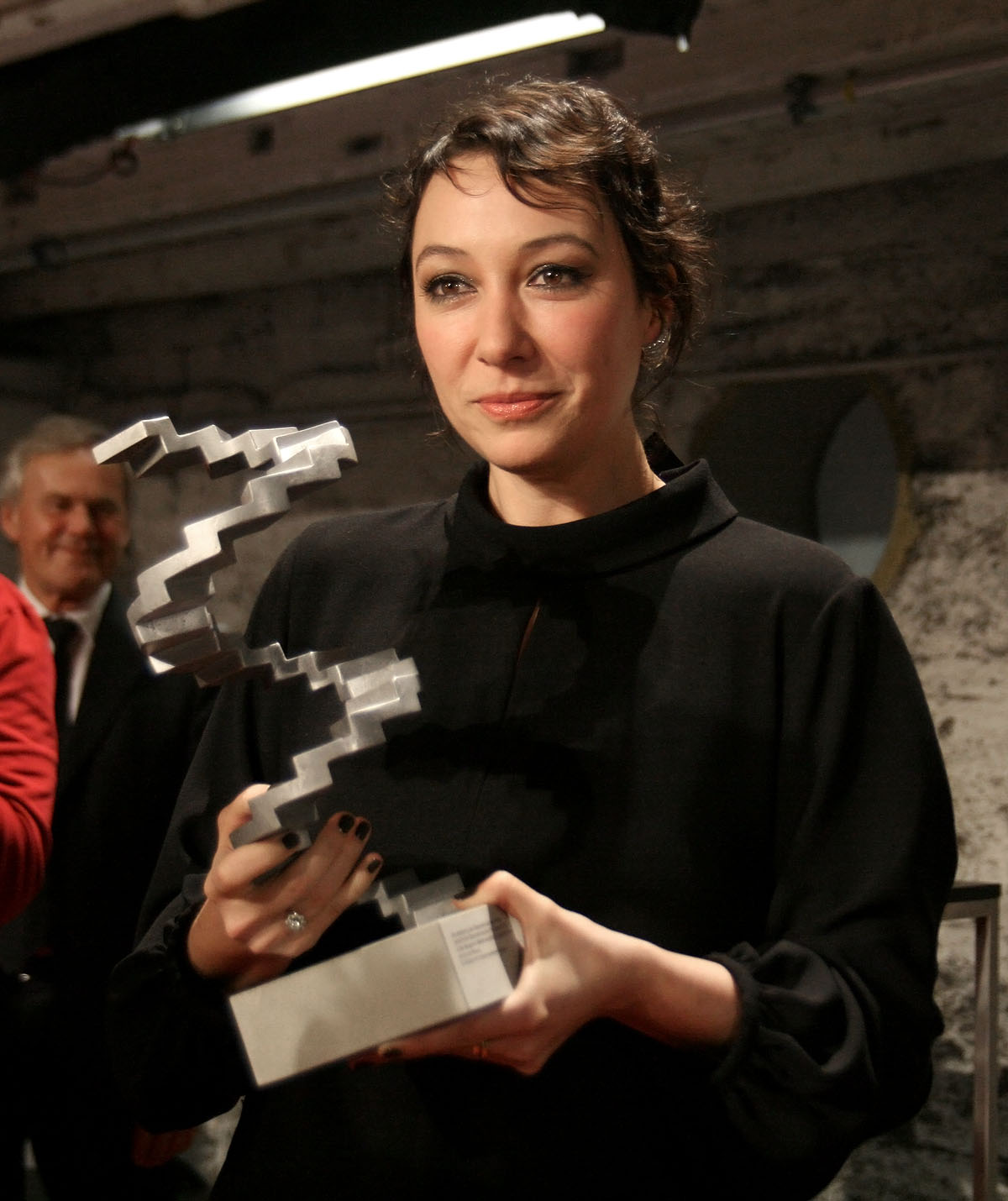
Ursula Strauss (2012)
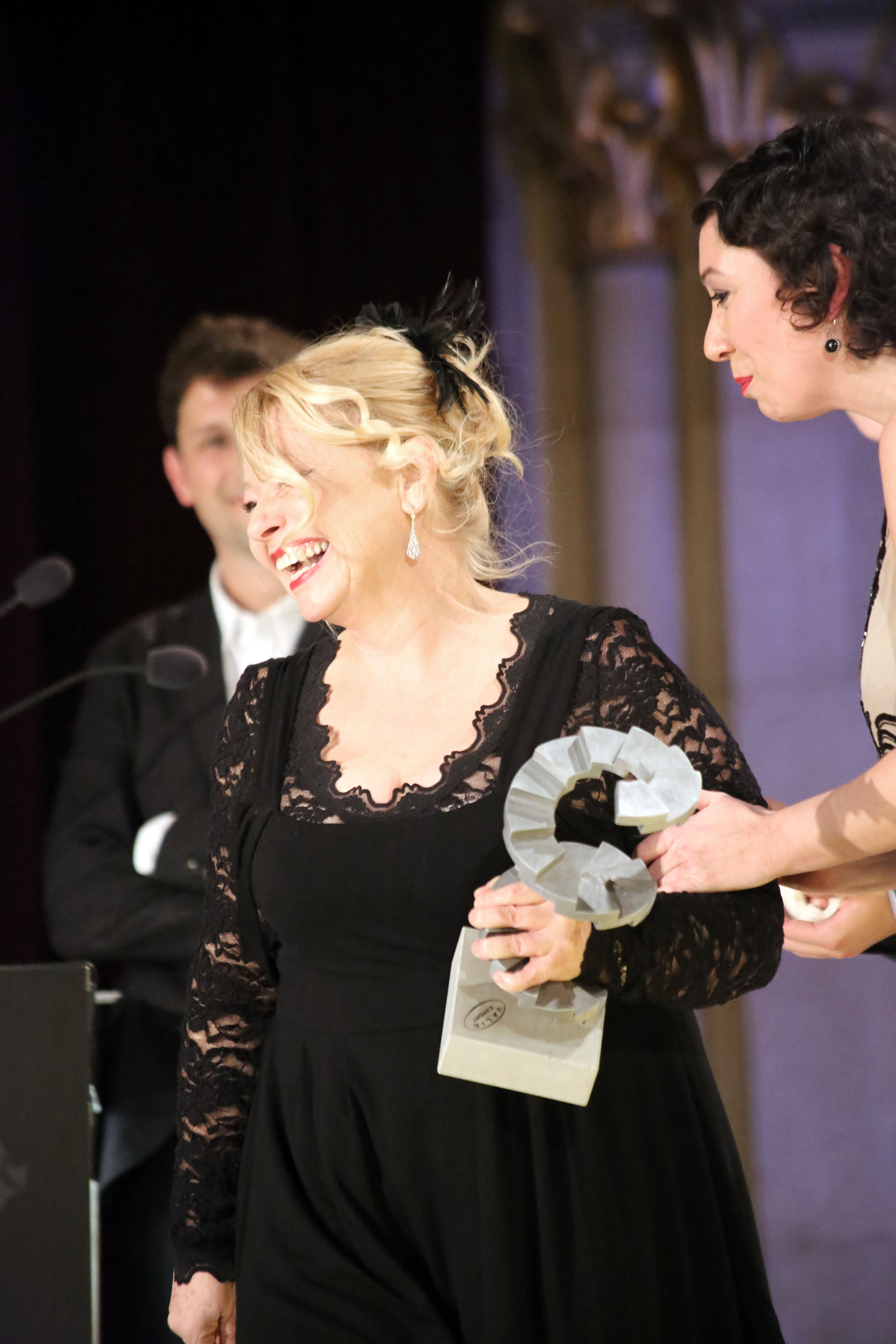
Margarethe Tiesel (2013)
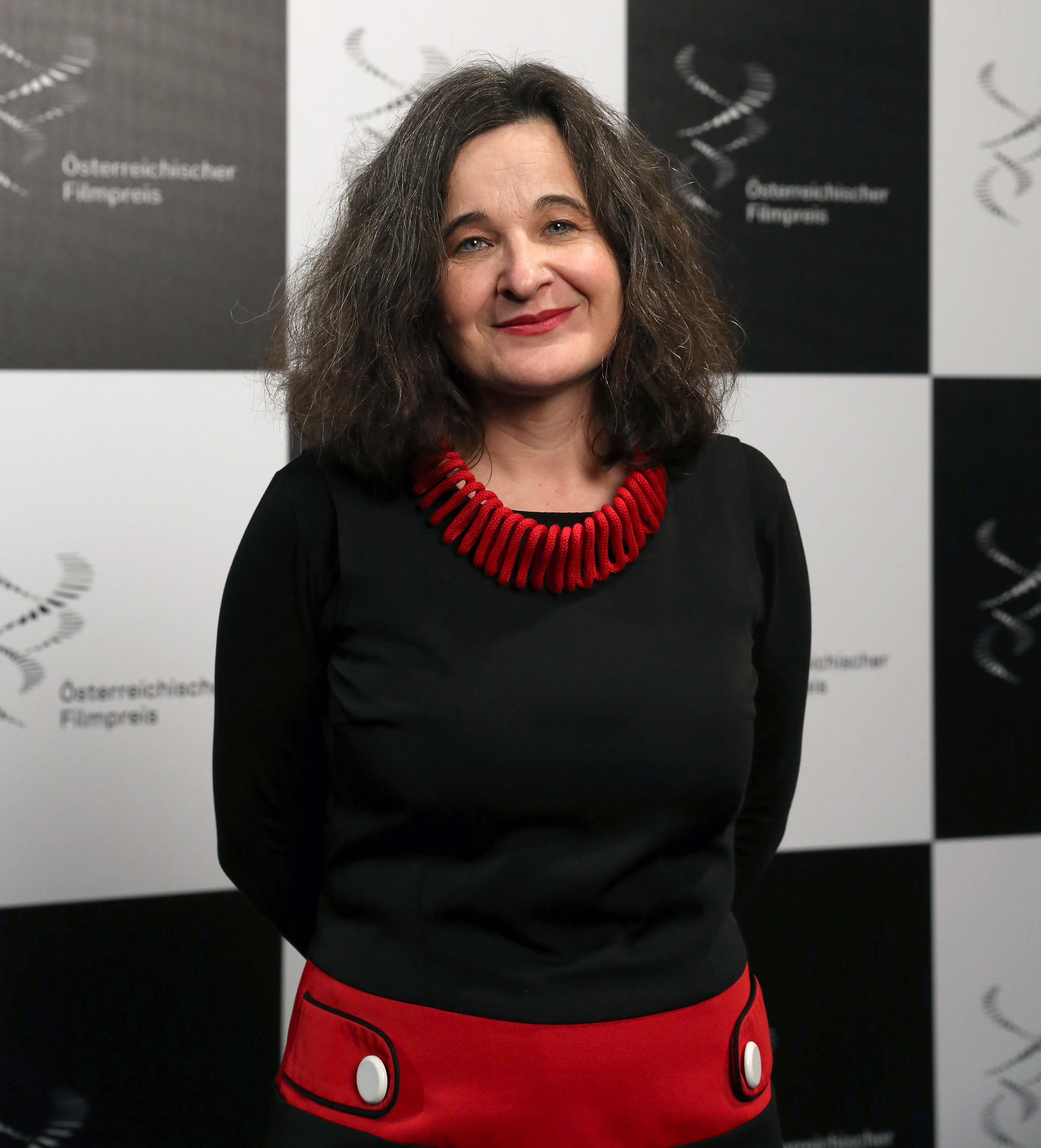
Maria Hofstätter (2014)
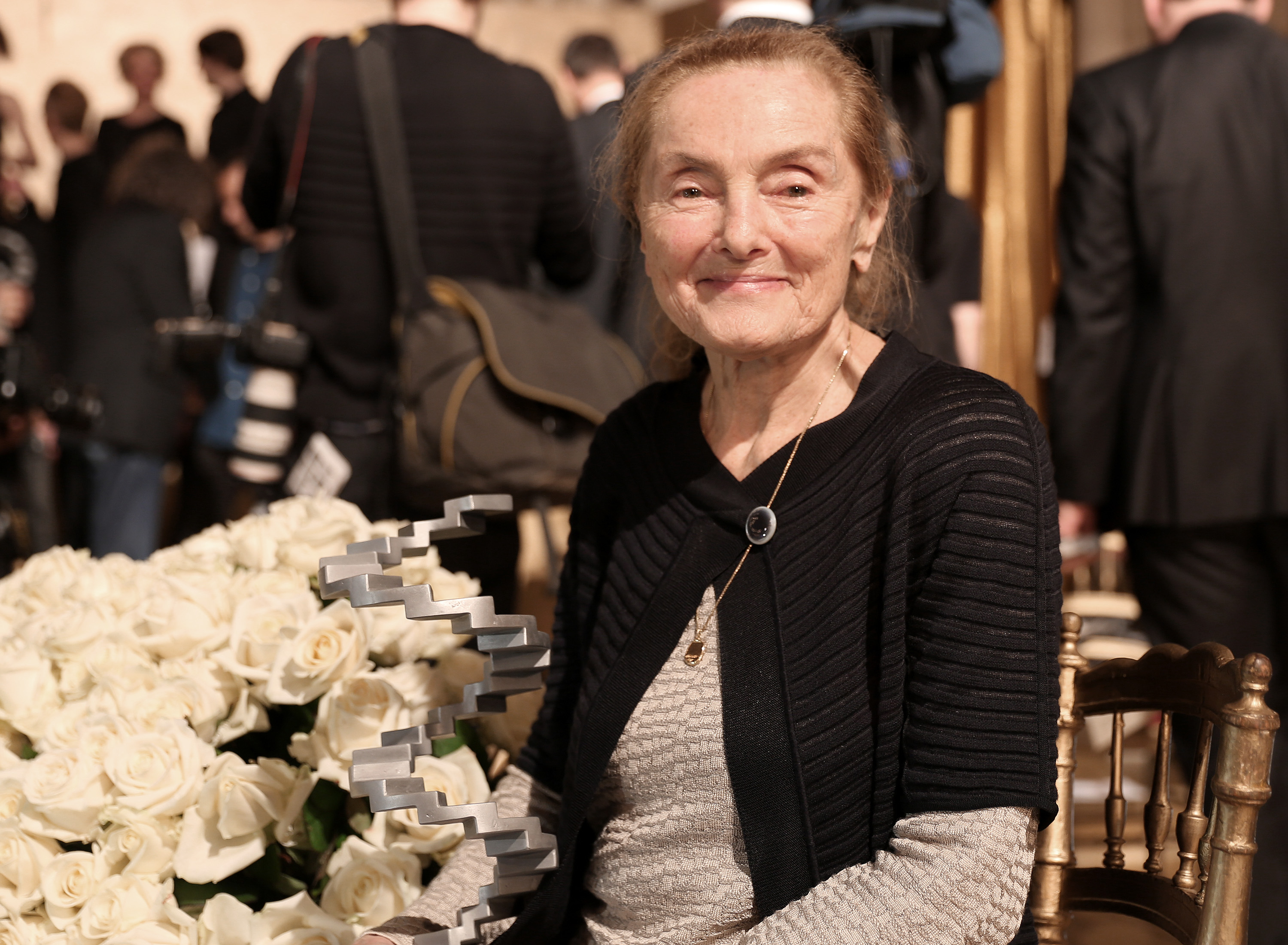
Erni Mangold (2015)
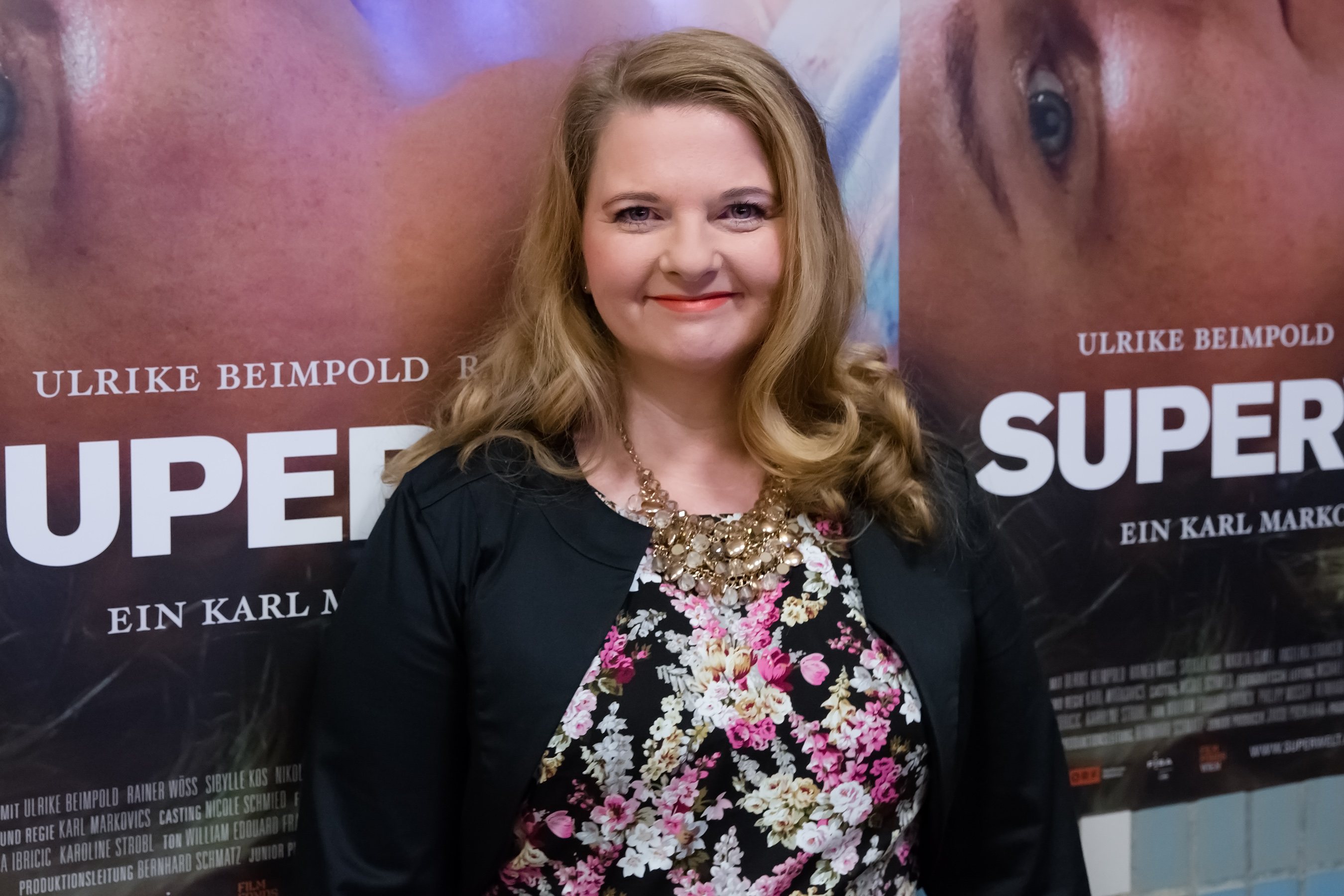
Ulrike Beimpold (2016)
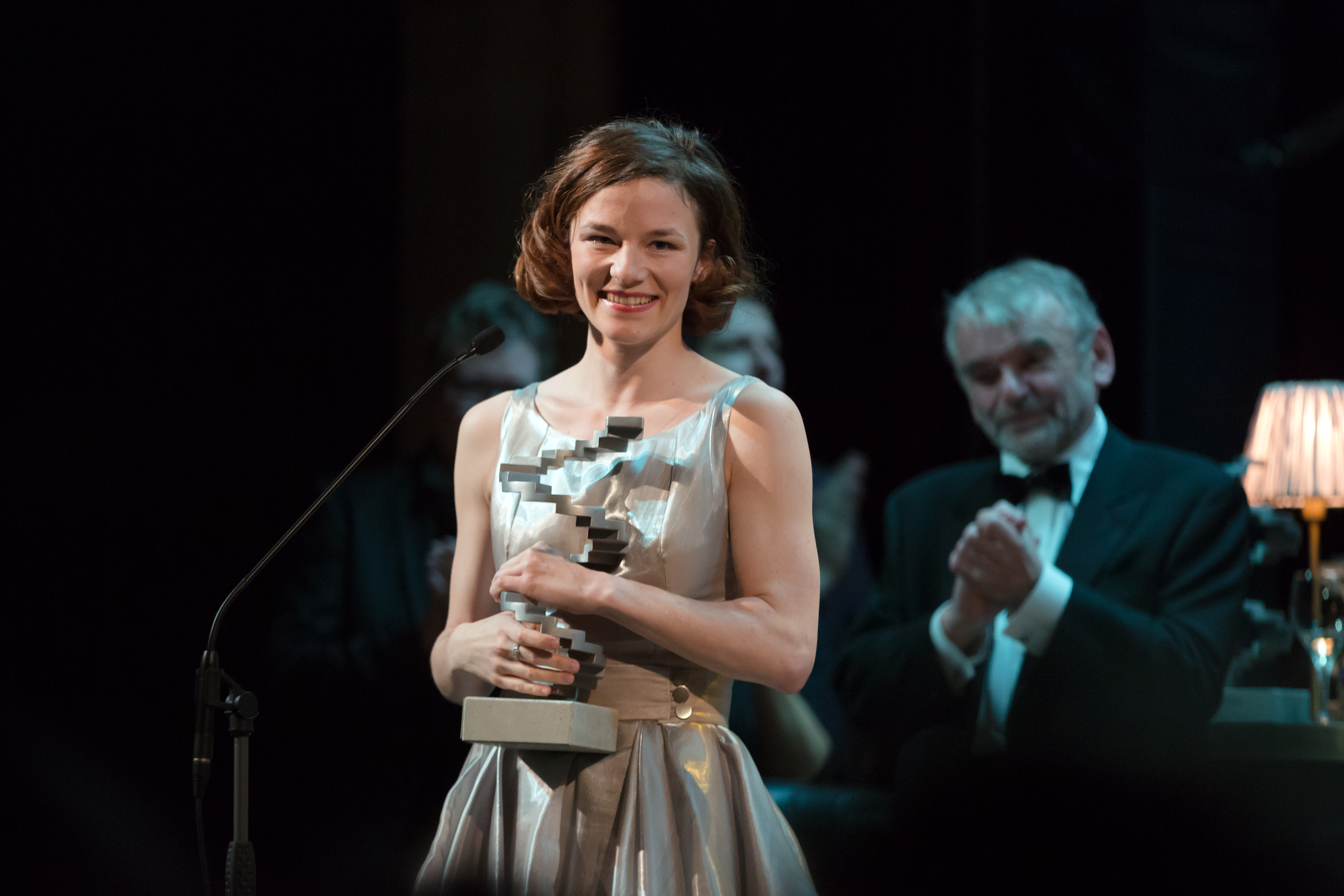
Valerie Pachner (2017)
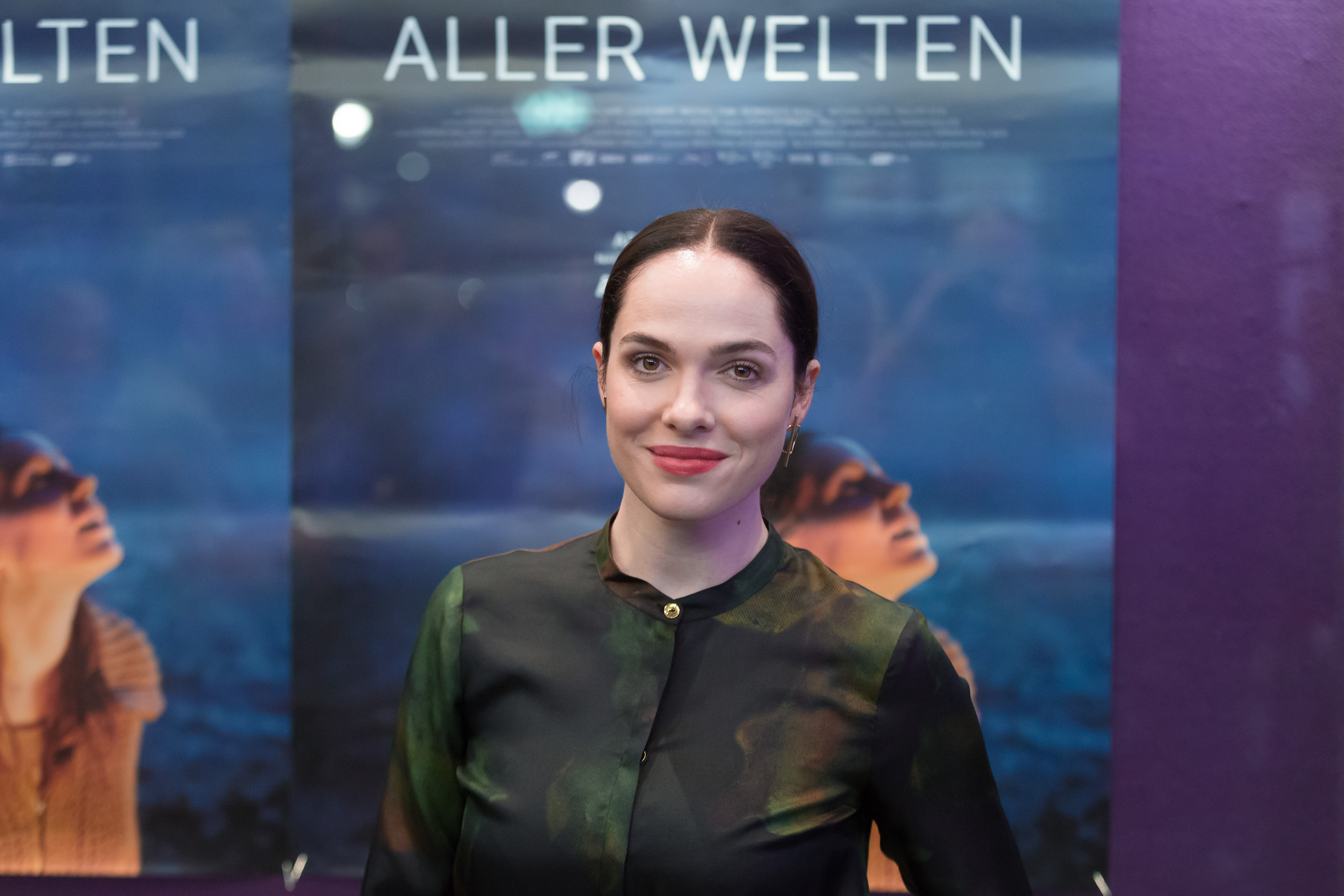
Verena Altenberger (2018)
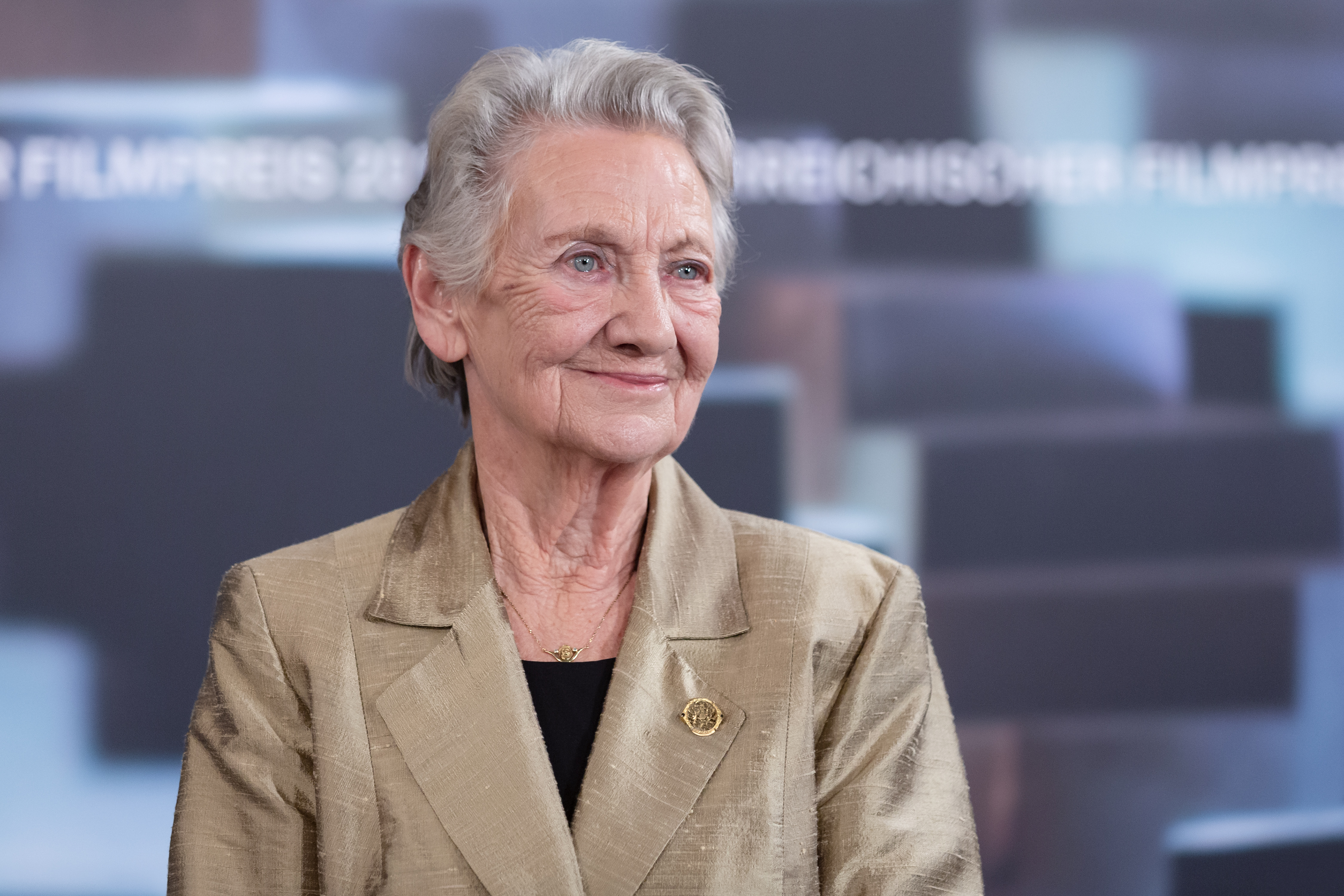
Ingrid Burkhard (2019)
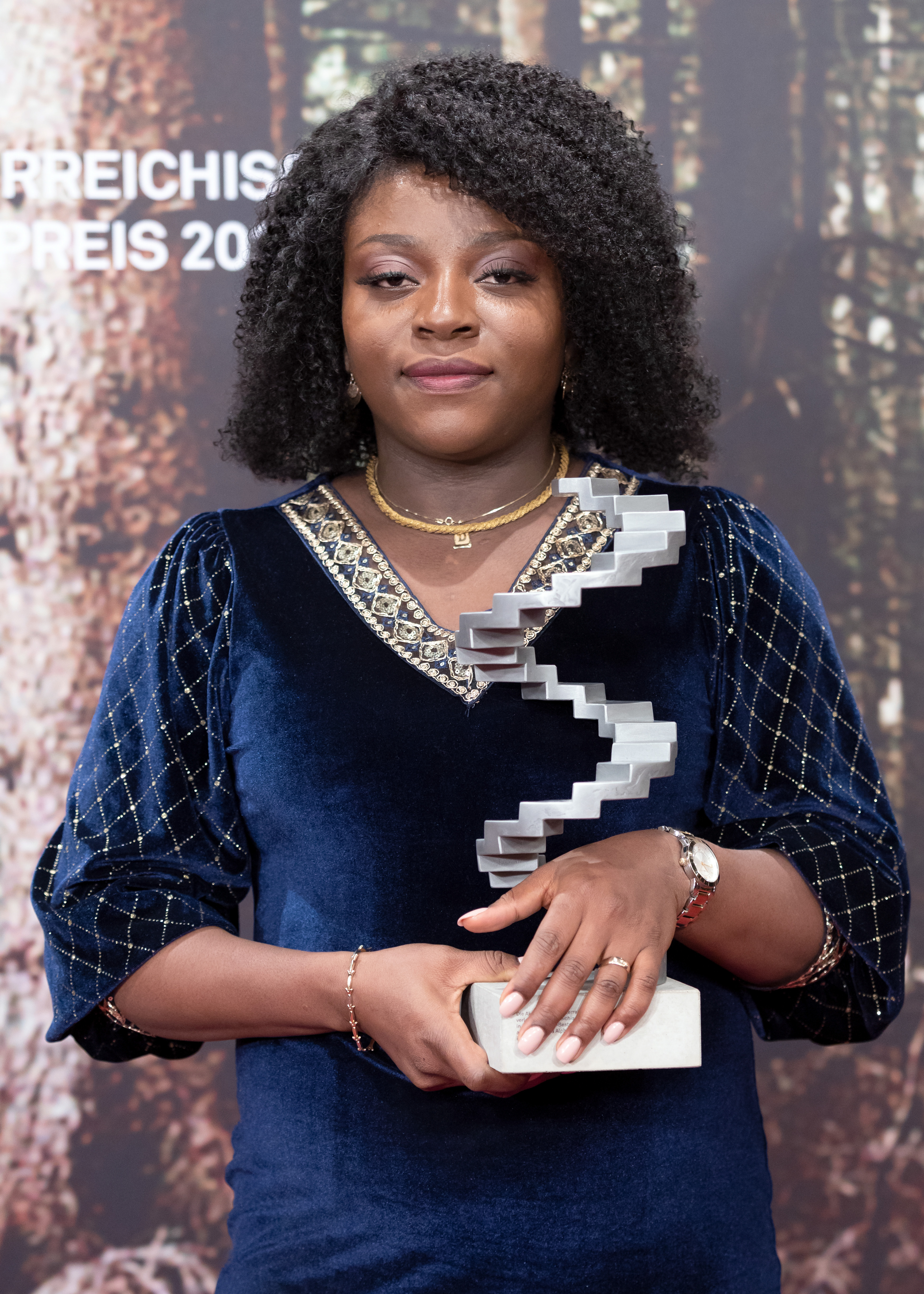
Joy Alphonsus (2020)
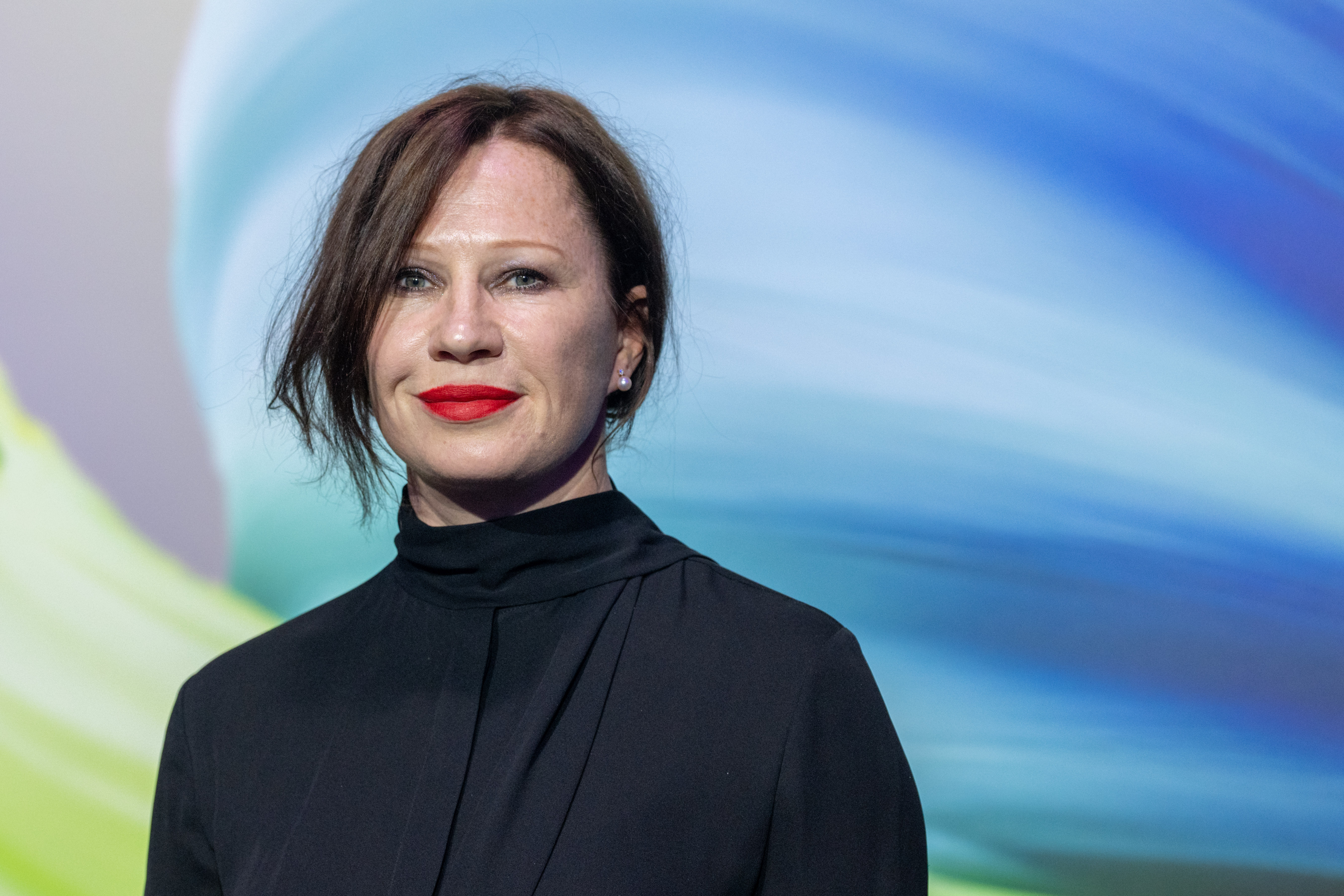
Birgit Minichmayr (2025)

Österreichischer Filmpreis: Beste weibliche Hauptrolle
Gewinnerinnen und Nominierte in der Kategorie Beste weibliche Hauptrolle seit der ersten Verleihung des Österreichischen Filmpreises im Jahr 2011.
Die Ermittlung der Preisträgerin erfolgt in einem zweistufigen Verfahren. Zuerst nominieren alle ordentlichen Mitglieder der Berufsgruppe („Sektion“) Schauspiel die von ihnen favorisierten Darstellerleistungen in einer geheimen schriftlichen Wahl. Nominierungen werden an bis zu drei Einzelleistungen vergeben – als nominiert gelten jene Filmschaffende, die die meisten Stimmen auf sich vereinen können. Die Ermittlung der Preisträgerin erfolgt durch einen zweiten Wahlgang, an dem alle stimmberechtigten Mitglieder der Akademie des Österreichischen Films teilnehmen. Die Filmschaffende, die die höchste Stimmenanzahl auf sich vereinen kann, ist Gewinnerin des Österreichischen Filmpreises.

## Preisträgerinnen und Nominierungen
| Jahr | Preisträgerin          | Film                              | Nominierungen                                                                                        |
| ---- | ---------------------- | --------------------------------- | --- |
| 2011 | Barbara Romaner        | Mahler auf der Couch              | Dorka Gryllus – Der Kameramörder Magdalena Kronschläger – Tag und Nacht                              |
| 2012 | Ursula Strauss         | Vielleicht in einem anderen Leben | Claire-Hope Ashitey – Black Brown White Angela Gregovic – Brand – Eine Totengeschichte               |
| 2013 | Margarethe Tiesel      | Paradies: Liebe                   | Martina Gedeck – Die Wand Christine Ostermayer – Anfang 80                                           |
| 2014 | Maria Hofstätter       | Paradies: Glaube                  | Natalie Press – Where I Belong Ursula Strauss – Oktober November                                     |
| 2015 | Erni Mangold           | Der letzte Tanz                   | Paula Beer – Das finstere Tal Birte Schnöink – Amour Fou                                             |
| 2016 | Ulrike Beimpold        | Superwelt                         | Gerti Drassl – Vals Anna Posch – Chucks                                                              |
| 2017 | Valerie Pachner        | Egon Schiele: Tod und Mädchen     | Manon Kahle – Thank You for Bombing Maresi Riegner – Egon Schiele: Tod und Mädchen                   |
| 2018 | Verena Altenberger     | Die beste aller Welten            | Maria Dragus – Licht Adèle Haenel – Die Blumen von gestern Violetta Schurawlow – Die Hölle – Inferno |
| 2019 | Ingrid Burkhard        | Die Einsiedler                    | Birgit Minichmayr – 3 Tage in Quiberon Sophie Stockinger – L’Animale                                 |
| 2020 | Joy Anwulika Alphonsus | Joy                               | Emily Beecham – Little Joe Valerie Pachner – Der Boden unter den Füßen                               |
| 2021 | Christine Ostermayer   | Ein bisschen bleiben wir noch     | Julia Franz Richter – Der Taucher Julia Jentsch – Waren einmal Revoluzzer                            |
| 2022 | Maria Hofstätter       | Fuchs im Bau                      | Birgit Minichmayr – Schachnovelle Julia Franz Richter – 1 Verabredung im Herbst                      |
| 2023 | Vicky Krieps           | Corsage                           | Pia Hierzegger – Family Dinner Julia Franz Richter – Rubikon                                         |
| 2024 | Anja Plaschg           | Des Teufels Bad                   | Emily Cox – Alma und Oskar Gerti Drassl – Persona Non Grata Brigitte Hobmeier – Wald                 |
| 2025 | Birgit Minichmayr      | Mit einem Tiger schlafen          | Marie-Luise Stockinger für Gina Florentina Holzinger für Mond                                        |